# Пузакино
Пуза́кино — деревня в Опочецком районе Псковской области. Входит в состав Болгатовской волости
Расположена, в 27 км к северо-востоку от центра города Опочка и в 2 км к юго-востоку от деревни Болгатово.

## Население
Численность населения по состоянию на 2000 год составляла 32 человека, на 2011 год — 21 человек.

## Известные уроженцы
- Зайцев, Василий Михайлович (1910—1941) — Герой Советского Союза.